# Naeviella volkartiana
Naeviella volkartiana är en svampart som först beskrevs av Rehm, och fick sitt nu gällande namn av John Axel Nannfeldt 1982. Naeviella volkartiana ingår i släktet Naeviella, ordningen disksvampar, klassen Leotiomycetes, divisionen sporsäcksvampar och riket svampar.   Inga underarter finns listade i Catalogue of Life.